# Leo Gottlieb
Leo Gottlieb (c. 1896 - 1989) era un advocat estatunidenc. Va treballar a Rott, Clark, Buckner & Howland del 1920 al 1946, i a Cleary Gottlieb Steen & Hamilton del 1946 al 1974. Va ser president de l'Associació d'Advocats de Nova York a principis dels anys 1960.
Gottlieb té una càtedra de dret amb el seu nom a Harvard Law School, que ocupà Elizabeth Warren. Ara l'ocupa Christine A. Desan.